# بوب أولسن
بوب أولسن (بالإنجليزية: Bob Olsen)‏ (1884 - 1956)؛ روائي أمريكي.